# Poniec
Poniec è un comune urbano-rurale polacco del distretto di Gostyń, nel voivodato della Grande Polonia.
Ricopre una superficie di 132,32 km² e nel 2004 contava 7 863 abitanti.